# دودل جامب
دودل جامب (بالإنجليزية: Doodle Jump)‏ هي لعبة منصات تم إصدارها ونشرها بواسطة ليما سكاي، لأنظمة ويندوز فون، آي أو أس، بلاك بيري، أندرويد، جافا موبايل، نوكيا سيمبيان، وإكس بوكس 360.